# Puisserguier
Puisserguier (occitaans: Puègserguièr) is een gemeente in het Franse departement Hérault (regio Occitanie). De plaats maakt deel uit van het arrondissement Béziers. Puisserguier telde op 1 januari 2022 3.034 inwoners.

## Geografie
De oppervlakte van Puisserguier bedroeg op 1 januari 2022 28,27 vierkante kilometer; de bevolkingsdichtheid was toen 107,3 inwoners per km².

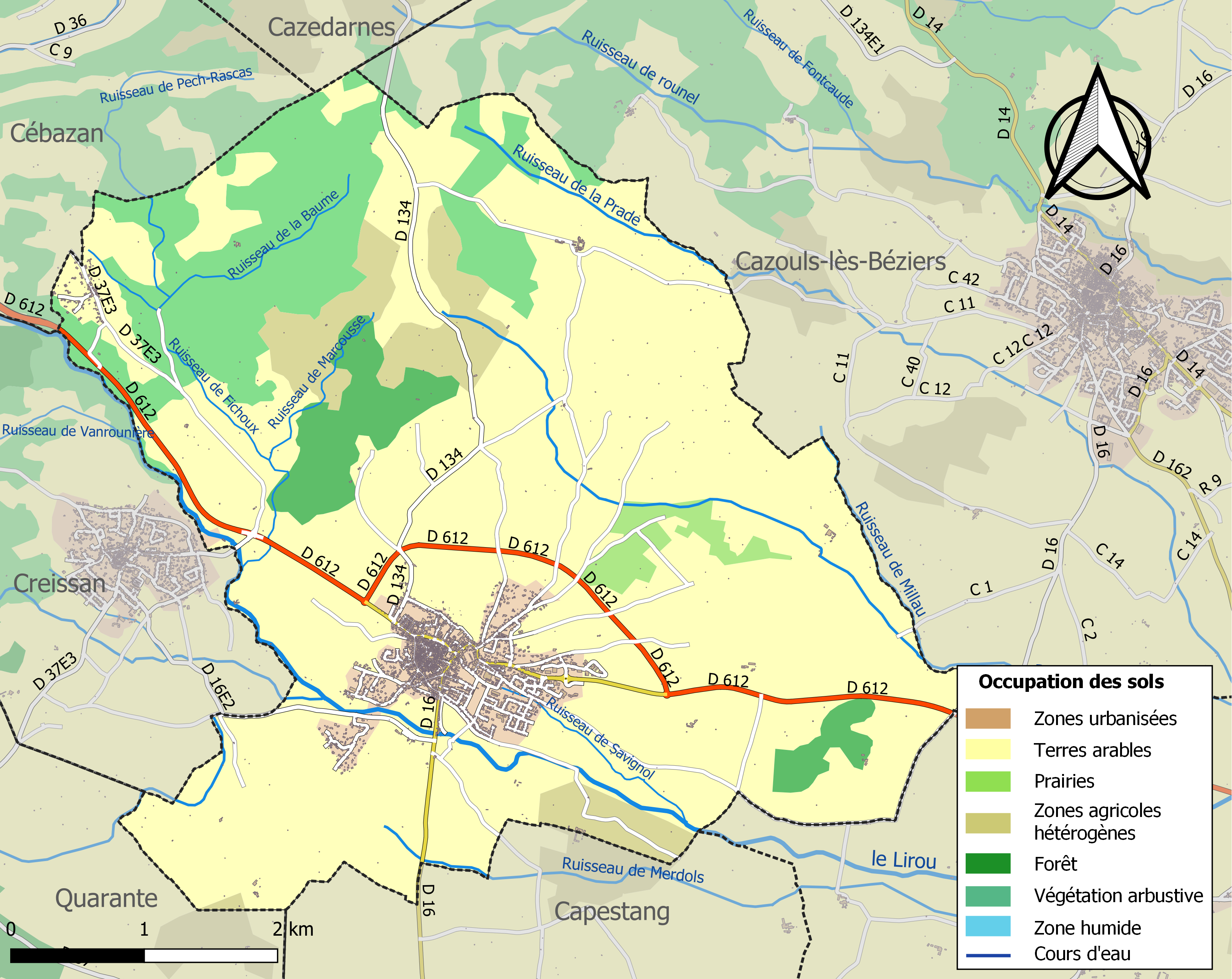
Kaart van de gemeente met belangrijkste infrastructuur, bodemgebruik en omliggende gemeenten

## Demografie
Onderstaande figuur toont het verloop van het inwonertal (bron: INSEE-tellingen).